# 木之内みどり
木之内 みどり（きのうち みどり、1957年6月10日 - ）は、日本の元アイドル歌手、元女優である。出生名は木之内みどり。1976年時点の公称サイズは、身長163cm、体重42kg、B78cm・W57cm・H84cm。血液型O型。北海道小樽市出身。

## 来歴・人物
北海道小樽市に生まれる。9人兄妹の末っ子。野口五郎のファンで、15歳中学3年生のときに、野口がよく出演していた日本テレビ「サンデー・ヒットパレード」の「ミス・ティーン・コンテスト」に応募するが準優勝。しかし阿久悠から「彼女を見ていると年頃のはじらいという、今では死語になった言葉を思い出す」「最近の少女にしては何かを持っている」と見出され、東京に招かれた。自身も「家を建てたい」と16歳の1973年8月21日に小樽から上京、東亜商業高校（現・東亜学園高校）1年に編入した。『スタア』1976年2月号のタレント名鑑には「明大中野高校2年在学中」と書かれている。学校ではブラスバンド部に在籍しクラリネットを練習した。日本テレビ「ゴールデンショー」のマスコットガールが芸能界の初仕事。番組へのファンレターの宛先やコマーシャル商品を持って1回の番組中4回程度、時間にして合計10秒程度の登場だったが、長く映ると恥ずかしがってはにかみ、下を向いたりする仕草に「時々映る可愛い女性は誰ですか?」と問い合わせが毎週増えるようになった。
1974年5月10日、「めざめ」で歌手としてデビュー。キャッチフレーズは「若草とのふれあい」であった。キュートな顔立ちと愛らしい歌声で人気を集めた。本業の歌手としてはレコードの売り上げが伸びないのにもかかわらず、ブロマイドが飛ぶように売れる怪現象を起こした。1976年（昭和51年）ヘアートリートメントのCMに出演し、お茶の間にも知名度を上げたが、歌手としてはなかなか成功できず、映画『野球狂の詩』（1977年）、テレビドラマ『刑事犬カール』（1977年 - 1978年）などに出演、女優として活躍した。またグラビアアイドルとしても人気が高く、篠山紀信撮影で知られる『GORO』（小学館）の表紙を6回も飾った。そのうち1978年には3回を占め、ラストは引退後の1978年10月12日号であった。
1977年10月25日発売の『刑事犬カール』の主題歌「走れ風のように」や1978年2月25日発売の「横浜いれぶん」がようやくヒットしたが、1978年1月19日に放送開始した『ザ・ベストテン』にはランクインせず、『夜のヒットスタジオ』にも出演を果たせなかった。
1978年9月、新曲「一匹狼 (ローン・ウルフ)」発表直後にベーシスト後藤次利との交際が発覚し、米国ロサンゼルスでレコーディング中の後藤のもとに、すべてのスケジュールをキャンセルして逃避行した。後藤は当時、元シモンズの玉井タエと婚姻関係にあった。同年9月11日、帰国ともに記者会見を開き、木之内は21歳で引退した。「子どものできるようなことはしていません」のセリフを残す。人気絶頂期の突然の引退に、芸能界のみならず一般でも一時期騒然となった。新曲は記者会見の10日後の発売であった。
引退後も、浅井企画と木之内との間が決裂したわけではなく、カメラマンへ転身していた木之内に、浅井企画所属タレントの宣材写真を依頼していたと、当時の担当マネージャーは語っている。
後藤とは引退から5年後の1983年に結婚したが、その4年後の1987年に離婚した。その3年後の1990年、俳優の竹中直人と再婚した。竹中との間に1男1女がいる。

## ディスコグラフィ

### シングル
- 全てNAVレコードからリリース。

| #  | 発売日          | A/B面 | タイトル                | 作詞     | 作曲       | 編曲                    | 規格品番 |
| -- | --------------- | ----- | ----------------------- | -------- | ---------- | ----------------------- | -------- |
| 1  | 1974年 5月10日  | A面   | めざめ                  | 阿久悠   | 三木たかし | 高田弘                  | NA-4     |
| 1  | 1974年 5月10日  | B面   | 月夜の出来事            | 阿久悠   | 三木たかし | 高田弘                  | NA-4     |
| 2  | 1974年 9月10日  | A面   | あした悪魔になあれ      | 阿久悠   | 三木たかし | 三木たかし              | NA-9     |
| 2  | 1974年 9月10日  | B面   | その目がこわい          | 阿久悠   | 三木たかし | いしだかつのり          | NA-9     |
| 3  | 1975年 1月25日  | A面   | ほほ染めて              | 阿久悠   | 都倉俊一   | 都倉俊一                | NA-14    |
| 3  | 1975年 1月25日  | B面   | 誰かが見つめてる        | 阿久悠   | 都倉俊一   | 都倉俊一                | NA-14    |
| 4  | 1975年 7月25日  | A面   | おやすみなさい          | 阿久悠   | 三木たかし | 三木たかし              | NA-23    |
| 4  | 1975年 7月25日  | B面   | いかないで              | 宮下康仁 | 三木たかし | いしだかつのり          | NA-23    |
| 5  | 1976年 2月25日  | A面   | 学生通り                | 松本隆   | 財津和夫   | 松任谷正隆              | NA-31    |
| 5  | 1976年 2月25日  | B面   | いじっぱりな私          | 松本隆   | 財津和夫   | 松任谷正隆              | NA-31    |
| 6  | 1976年 7月25日  | A面   | グッドフィーリング      | 松本隆   | 財津和夫   | 松任谷正隆              | N-5      |
| 6  | 1976年 7月25日  | B面   | 氷イチゴの頃            | 松本隆   | 財津和夫   | 松任谷正隆              | N-5      |
| 7  | 1976年 11月25日 | A面   | 東京メルヘン            | 松本隆   | 吉田拓郎   | 石川鷹彦                | N-9      |
| 7  | 1976年 11月25日 | B面   | ゆめまくら              | 松本隆   | 小泉まさみ | ラスト・ショウ          | N-9      |
| 8  | 1977年 4月25日  | A面   | ジュ・テーム            | 松本隆   | 佐藤健     | 瀬尾一三                | N-14     |
| 8  | 1977年 4月25日  | B面   | ヨーヨー                | 松本隆   | 市川善光   | ラスト・ショウ 瀬尾一三 | N-14     |
| 9  | 1977年 8月10日  | A面   | イマージュ              | 松本隆   | 谷山浩子   | 瀬尾一三                | N-20     |
| 9  | 1977年 8月10日  | B面   | 色づく夜に              | 遠藤幸三 | M.Macaulay | 瀬尾一三                | N-20     |
| 10 | 1977年 10月25日 | A面   | 走れ風のように          | 松本隆   | 平尾昌晃   | 瀬尾一三                | N-22     |
| 10 | 1977年 10月25日 | B面   | 愛に肩寄せて            | 松本隆   | 平尾昌晃   | 瀬尾一三                | N-22     |
| 11 | 1978年 2月25日  | A面   | 横浜いれぶん            | 東海林良 | 大野克夫   | 船山基紀                | N-26     |
| 11 | 1978年 2月25日  | B面   | 悪魔になれない          | 東海林良 | 大野克夫   | 船山基紀                | N-26     |
| 12 | 1978年 6月25日  | A面   | 無鉄砲                  | 東海林良 | 大野克夫   | 船山基紀                | N-30     |
| 12 | 1978年 6月25日  | B面   | ひと夏の兄妹            | 東海林良 | 大野克夫   | 船山基紀                | N-30     |
| 13 | 1978年 9月21日  | A面   | 一匹狼 (ローン・ウルフ) | 東海林良 | 大野克夫   | 大村雅朗                | N-34     |
| 13 | 1978年 9月21日  | B面   | ターン・テーブル        | 東海林良 | 大野克夫   | 大村雅朗                | N-34     |

### アルバム
1. あした悪魔になあれ　（1974年10月10日）
  1. あした悪魔になあれ
    - 作詞：阿久悠／作曲：三木たかし／編曲：三木たかし

  2. 月夜の出来事
    - 作詞：阿久悠／作曲：三木たかし／編曲：高田弘

  3. みずいろの手紙
    - 作詞：阿久悠／作曲：三木たかし／編曲：三木たかし

  4. その目がこわい
    - 作詞：阿久悠／作曲：三木たかし／編曲：いしだかつのり

  5. ガラスの靴
    - 作詞：阿久悠／作曲：三木たかし／編曲：三木たかし

  6. めざめ
    - 作詞：阿久悠／作曲：三木たかし／編曲：高田弘

  7. ロコモーション（The Loco-Motion）
    - 作詞：Gerry Goffin／訳詩：あらかわひろし／作曲：Carole King／編曲：いしだかつのり

  8. レモンのキッス（Like I Do）
    - 作詞：Dick Manning／訳詩：みナみカズみ／作曲：Dick Manning／編曲：いしだかつのり

  9. 悲しき天使（Those Were the Days）
    - 作詞：Gene Raskin／訳詩：漣健児／作曲：Gene Raskin／編曲：横内章次

  10. トップ・オブ・ザ・ワールド（Top of the World）
    - 作詞：Richard Carpenter／作詞：John Bettis／訳詩：森愛仁霞／作曲：Richard Carpenter／作曲：John Bettis／編曲：いしだかつのり

  11. 悲しき16才（Heartaches at Sweet Sixteen）
    - 作詞：Ira Kosloff／作詞：Irving Reid／作詞：Tony Springer／訳詩：音羽たかし／作曲：Ira Kosloff／作曲：Irving Reid／作曲：Tony Springer／編曲：横内章次

  12. ジャンバラヤ（Jambalaya）
    - 作詞：Hank Williams／訳詩：中村小太郎／作曲：Hank Williams／編曲：横内章次
2. 十八歳の今　（1975年12月21日）
  1. おやすみなさい
    - 作詞：阿久悠／作曲：三木たかし／編曲：三木たかし

  2. ひと月おくれのクリスマス
    - 作詞：ちあき哲也／作曲：実川俊／編曲：船山基紀

  3. ひまわりの小径
    - 作詞：林春生／作曲：筒美京平／編曲：三木たかし

  4. 誰かが見つめてる
    - 作詞：阿久悠／作曲：都倉俊一／編曲：都倉俊一

  5. いかないで
    - 作詞：宮下康仁／作曲：三木たかし／編曲：いしだかつのり

  6. お嫁に行けないの
    - 作詞：阿久悠／作曲：都倉俊一／編曲：小谷充

  7. 雪の匂い
    - 作詞：ちあき哲也／作曲：実川俊／編曲：船山基紀

  8. 春の風が吹いていたら
    - 作詞：伊庭啓子／作曲：伊庭啓子／編曲：三木たかし

  9. ほほ染めて
    - 作詞：阿久悠／作曲：都倉俊一／編曲：都倉俊一

  10. 黄色いカナリア
    - 作詞：阿久悠／作曲：都倉俊一／編曲：あかのたちお

  11. あの素晴らしい愛をもう一度
    - 作詞：北山修／作曲：加藤和彦／編曲：三木たかし
3. 透明のスケッチ　（1976年5月25日）
  1. 学生通り
    - 作詞：松本隆／作曲：財津和夫／編曲：松任谷正隆

  2. 涙が微笑みにかわるまで（Comment te dire adieu）[13]
    - 作詞：Jack Gold／訳詩：万里村ゆき子／作曲：Arnold Goland／編曲：林哲司

  3. 別れの季節（La saison du desamour）
    - 作詞：Gilbert Bécaud／訳詩：中山恵子／作曲：Gilbert Bécaud／編曲：林哲司

  4. 何も言わないで
    - 作詞：竜真知子／作曲：実川俊／編曲：林哲司

  5. 雨のひとりごと
    - 作詞：竜真知子／作曲：林哲司／編曲：林哲司

  6. ひととき（From the Inside）
    - 作詞：Artie Wayne／訳詩：竜真知子／作曲：Artie Wayne／編曲：林哲司

  7. 帰れない私
    - 作詞：竜真知子／作曲：林哲司／編曲：林哲司

  8. シェルブールの雨傘（Les Parapluies de Cherbourg）
    - 作詞：Jacques Demy／英語詞:Norman Gimbel／訳詩：なかにし礼／作曲：Michel Legrand／編曲：林哲司

  9. 昨日にさよなら
    - 作詞：竜真知子／作曲：実川俊／編曲：林哲司

  10. 不思議な朝（Das erste Mal ist wie ein Wunder）
    - 作詞：Rals Besser／作詞：Henry Mayer／訳詩：竜真知子／作曲：Rals Besser／作曲：Henry Mayer／編曲：林哲司

  11. いじっぱりな私
    - 作詞：松本隆／作曲：財津和夫／編曲：松任谷正隆

  12. レモン色の午後（Smiley）
    - 作詞：Terry Dempsey／訳詩：竜真知子／作曲：Terry Dempsey／編曲：林哲司
4. グッド・フィーリング　（1976年9月25日）
  1. 私は今…（Everytime I Sing a Love Song）[14]
    - 作詞：Phyllis Molinary／作詞：Gloria Sklerov／訳詩：竜真知子／作曲：Phyllis Molinary／作曲：Gloria Sklerov／編曲：The Last Show／編曲：船山基紀

  2. ふたりのキャンパス
    - 作詞：竜真知子／作曲：小泉まさみ／編曲：The Last Show

  3. お話し中のあなたへ（Call Collect）[15]
    - 作詞：Des Dyer／作詞：Clive Scott／訳詩：竜真知子／作曲：Des Dyer／作曲：Clive Scott／編曲：The Last Show

  4. マロリーの歌（Le chant de Mallory）[16]
    - 作詞：André Popp／訳詩：竜真知子／作曲：André Popp／編曲：The Last Show／編曲：船山基紀

  5. グッド・フィーリング
    - 作詞：松本隆／作曲：財津和夫／編曲：松任谷正隆

  6. みどりの季節（While You Wait）[15]
    - 作詞：Des Dyer／作詞：Clive Scott／訳詩：円山歩／作曲：Des Dyer／作曲：Clive Scott／編曲：The Last Show／編曲：船山基紀

  7. グッドバイ、18（Seit Sonntag）
    - 作詞：Joachim Heider／訳詩：竜真知子／作曲：Joachim Heider／編曲：The Last Show／編曲：船山基紀

  8. 氷イチゴの頃
    - 作詞：松本隆／作曲：財津和夫／編曲：松任谷正隆

  9. 秋の手紙（Never Gonna Fall in Love Again）[17]
    - 作詞：Eric Carmen／訳詩：竜真知子／作曲：Eric Carmen／編曲：The Last Show／編曲：船山基紀

  10. 兄貴ごめんね
    - 作詞：松本隆／作曲：財津和夫／編曲：松任谷正隆

  11. さくら貝の秘密
    - 作詞：小泉まさみ／作曲：小泉まさみ／編曲：松任谷正隆／編曲：阿部雅士／歌：木之内みどり
5. 硝子坂　（1977年2月25日）
  1. 東京メルヘン
    - 作詞：松本隆／作曲：吉田拓郎／編曲：石川鷹彦

  2. フルーツ
    - 作詞：松本隆／作曲：実川俊／編曲：The Last Show／編曲：瀬尾一三

  3. ヨーヨー
    - 作詞：松本隆／作曲：市川善光／編曲：The Last Show／編曲：瀬尾一三

  4. ゆめまくら
    - 作詞：松本隆／作曲：小泉まさみ／編曲：The Last Show

  5. シティー・ライト
    - 作詞：松本隆／作曲：マイケル・K・中村／編曲：The Last Show／編曲：瀬尾一三

  6. 五月雨
    - 作詞：島武実／作曲：宇崎竜童／編曲：The Last Show／編曲：瀬尾一三

  7. ありったけさわやかに
    - 作詞：島武実／作曲：宇崎竜童／編曲：The Last Show／編曲：瀬尾一三

  8. 明日からごめんね
    - 作詞：島武実／作曲：宇崎竜童／編曲：The Last Show／編曲：瀬尾一三

  9. Good-bye
    - 作詞：島武実／作曲：宇崎竜童／編曲：The Last Show／編曲：瀬尾一三

  10. 硝子坂
    - 作詞：島武実／作曲：宇崎竜童／編曲：The Last Show／編曲：瀬尾一三

  11. サヨナラの後に…
    - 作詞：島武実／作曲：宇崎竜童／編曲：The Last Show／編曲：瀬尾一三
6. ジュ・テーム　（1977年7月25日）
  1. エニータイム・サンシャイン（Anytime Sunshine）[18]
    - 作詞：Ben Findon／作詞：Peter Shelley／訳詩：遠藤幸三／作曲：Ben Findon／作曲：Peter Shelley／編曲：瀬尾一三

  2. ふっと幸せ…（Torn Between Two Lovers）
    - 作詞：Phillip Jarrell／作詞：Peter Yarrow／訳詩：遠藤幸三／作曲：Phillip Jarrell／作曲：Peter Yarrow／編曲：瀬尾一三

  3. 日時計（All）[19]
    - 作詞：Nico Fidenco／英語詩：Raymond Jessel／英語詩：Marian Grudeff／訳詩：遠藤幸三／作曲：Nino Oliviero／編曲：瀬尾一三

  4. 色づく夜に（Don't Give Up on Us）[20]
    - 作詞：Tony Macaulay／訳詩：遠藤幸三／作曲：Tony Macaulay／編曲：瀬尾一三

  5. 愛の子守唄（Every Day I Love You）
    - 作詞：John Durrill／作詞：Phyllis Molinary／訳詩：遠藤幸三／作曲：John Durrill／作曲：Phyllis Molinary／編曲：瀬尾一三

  6. ジュ・テーム（Je t'aime）
    - 作詞：松本隆／作曲：佐藤健／編曲：瀬尾一三

  7. スキャンダル・スカイ（Toujours du cinéma）[21]
    - 作詞：Patrick Juvet／訳詩：島武実／作曲：Patrick Juvet／編曲：瀬尾一三

  8. 青い鳥どこへ（La maison de sable）
    - 作詞：Patrick Lemaître／作詞：Jacques Demarny／訳詩：最首としみつ／作曲：Patrick Lemaître／作曲：Jacques Demarny／編曲：瀬尾一三

  9. 悲しい夢（Bella da Morire）[22]
    - 作詞：Alberto Salerno／作詞：Renato Pareti／訳詩：最首としみつ／作曲：Alberto Salerno／作曲：Renato Pareti／編曲：瀬尾一三

  10. 愛は風に乗って（Chant avec l'amour）
    - 作詞：Sébastien Balasko／作詞：Daniel Fauré／訳詩：最首としみつ／作曲：Sébastien Balasko／作曲：Daniel Fauré／編曲：瀬尾一三

  11. バラードの偽り（Helle）
    - 作詞：Philippe Sarde／訳詩：島武実／作曲：Philippe Sarde／編曲：瀬尾一三
7. 横浜いれぶん　（1978年3月25日）
  1. Yellow & Blue
    - 作詞：島武実／作曲：加瀬邦彦／編曲：佐藤準

  2. 横浜いれぶん
    - 作詞：東海林良／作曲：大野克夫／編曲：船山基紀

  3. 独白（モノローグ）
    - 作詞：東海林良／作曲：大野克夫／編曲：船山基紀

  4. ビュッフェから
    - 作詞：三浦徳子／作曲：佐瀬寿一／編曲：佐藤準

  5. さよならの理由（わけ）
    - 作詞：東海林良／作曲：大野克夫／編曲：船山基紀

  6. まだ手探りしている天使
    - 作詞：三浦徳子／作曲：かまやつひろし／編曲：佐藤準

  7. チャイナ・ドール
    - 作詞：島武実／作曲：加瀬邦彦／編曲：船山基紀

  8. ハーフ・ムーン
    - 作詞：島武実／作曲：加瀬邦彦／編曲：船山基紀

  9. 水かがみ
    - 作詞：三浦徳子／作曲：佐瀬寿一／編曲：佐藤準

  10. 悪魔になれない
    - 作詞：東海林良／作曲：大野克夫／編曲：船山基紀
8. 苦いルージュ　（1978年7月25日）
  1. 漂いながら…
    - 作詞：三浦徳子／作曲：出門英／編曲：大村雅朗

  2. MON AMOUR, I LOVE YOU
    - 作詞：三浦徳子／作曲：林哲司／編曲：林哲司

  3. サマー・フェスティバル
    - 作詞：小林和子／作曲：後藤次利／編曲：後藤次利

  4. 海の百合
    - 作詞：三浦徳子／作曲：出門英／編曲：大村雅朗

  5. ひと夏の兄妹
    - 作詞：東海林良／作曲：大野克夫／編曲：船山基紀

  6. 渇いた都会
    - 作詞：小林和子／作曲：佐瀬寿一／編曲：船山基紀

  7. NO, NO, NO
    - 作詞：小林和子／作曲：後藤次利／編曲：後藤次利

  8. 苦いルージュ
    - 作詞：小林和子／作曲：佐瀬寿一／編曲：船山基紀

  9. 木曜にはきっと…
    - 作詞：三浦徳子／作曲：林哲司／編曲：林哲司

  10. 白い馬
    - 作詞：三浦徳子／作曲：林哲司／編曲：林哲司
9. お元気ですか? 木之内みどり with Love　（1982年9月21日）
  1. 硝子坂
  2. 学生通り
  3. グッド・フィーリング
  4. 東京メルヘン
  5. 横浜いれぶん
  6. 無鉄砲
  7. 嘆きの天使（未発表曲）
    - 作詞：小林和子／作曲：佐瀬寿一／編曲：船山基紀

  8. さくら貝の秘密

その他、ピクチャーCDなど、レコード会社の企画でベスト盤が何度か出ている。

## フィルモグラフィ

### テレビドラマ
- 私も燃えている（1976年4月 - 7月、読売テレビ）
- 前略おふくろ様2（1976年10月 - 1977年4月、日本テレビ）
- B円を阻止せよ!〜もう一つの占領秘話（1977年2月、フジテレビ）
- 悪妻行進曲 （1977年4月 - 6月、TBS）
- すぐやる一家青春記 （1977年7月 - 10月、TBS）
- 東芝日曜劇場「ソーラン」（1977年7月、北海道放送）
- 刑事犬カール（1977年9月 - 1978年3月、TBS）
- 土曜劇場「まひる野」（1977年9月 - 1978年1月、フジテレビ）
- 土曜グランド劇場「貝がらの街」（1978年2月 - 4月、日本テレビ）

### テレビアニメ
- 『野球狂の詩』、1977年12月23日（第1話のみ) - 水原勇気の声

### 映画
- 『野球狂の詩』、監督加藤彰、にっかつ、1977年3月19日 - 水原勇気 役

## 註
1. 1 2  「映画情報 39(8)(264);8月号」国立国会図書館デジタルコレクション
2. 1 2 3 4 5 6 7 8 9 10 11 12  “花も恥じらう…木之内みどり …明日を夢見て歌に芝居に猛特訓… 〔よこがお〕”. 内外タイムス (内外タイムス社):  p. 4. (1974年1月3日)
3. ↑  『週刊朝日』1976年5月21日号147頁。
4. ↑  スタ☆スケ ザ・テレビジョン
5. 1 2  「決定!保存版 '76 ALLスタアLIST 木之内みどり」『スタア』1976年2月号、平凡出版、91頁。
6. 1 2  『週刊朝日』1976年5月21日号。
7. ↑  「歌謡界かわゆい子ちゃんの '75年を占う 浜の真砂か流行歌手か 木之内みどり（17）」『週刊朝日』1975年1月10日号、朝日新聞社、135頁。
8. ↑  週刊アサヒ芸能 2012年6月28日特大号 俺たちが愛した美少女選抜BEST30 第1弾・70年代編
9. ↑  『GORO』（小学館）の1975年10月23日号、1976年5月13日号、1977年5月26日号、1978年2月23日号、同年6月22日号、同年10月12日号のそれぞれ表紙を参照。
10. ↑  「ザ・ベストテン登場歌手一覧」、「夜のヒットスタジオ出演歌手一覧」の各項の記述を参照。
11. ↑  僕だって「桜を見る会」に呼ばれたら…。｜中森明夫、新刊を語る。
12. ↑  “76年の木之内みどりと岡田奈々（２）世間を騒がせた恋の逃避行”. アサ芸プラス. (2013年7月17日) 2021年9月5日閲覧。 {{cite news}}: |accessdate=の日付が不正です。 (説明)⚠
13. ↑  オリジナル：フランソワーズ・アルディ「さよならを教えて」
14. ↑  オリジナル：ジミー・ロジャーズ
15. 1 2  オリジナル：ジグソー
16. ↑  オリジナル：Les Compagnons de la Chanson
17. ↑  オリジナル：エリック・カルメン 恋にノータッチ
18. ↑  オリジナル：Donny and Marie Osmond
19. ↑  ミュージカル映画「Run for Your Wife」より
20. ↑  オリジナル：デヴィッド・ソウル やすらぎの季節
21. ↑  オリジナル：Patrick Juvet
22. ↑  オリジナル：Homo Sapiens